# Andorra och eurosamarbetet
Andorra har euron som valuta sedan den 1 januari 1999. Euron är Europeiska unionens officiella valuta, som används i många av Europeiska unionens medlemsstater och ett antal andra stater utanför unionen. De länder som använder euron kallas gemensamt för euroområdet. De lägre valörerna av euron utgörs av mynt, medan de högre valörerna utgörs av sedlar. Euromynten har en gemensam europeisk sida som visar värdet på myntet och en nationell sida som visar en symbol vald av den medlemsstat där myntet präglades. Varje medlemsstat har således en eller flera symboler som är unika för just det landet.
Fyra av de europeiska mikrostaterna, bland annat Andorra, har avtal med EU om att de får använda euron, och prägla en begränsad mängd giltiga euromynt. Men de är inte medlemmar i EU och inte fullvärdiga medlemmar i eurozonen, och får inte trycka sedlar.
Andorra använde innan euron infördes Spansk Peseta och Fransk Franc som valuta utan egentligt avtal med länderna. När euron infördes övergick man till euro och Andorranernas innehav av Peseta och Franc växlades till euro. Andorra sökte införa euron officiellt och förhandlingar med EU påbörjades 2005. Ett avtal träffades 30 juni 2011 och trädde i kraft den 1 april 2012.
Andorra fick från och med den 1 juli 2013 rätt att prägla euromynt med egen design. De blev försenade men gavs ut från januari 2015.
För bilder av den gemensamma sidan och en detaljerad beskrivning av mynten, se artikeln om euromynt.
1, 2 och 5-centmynten har en bild på pyreneisk gems, ett hovdjur. 10, 20 och 50-centsmynten har motiv kopplade till Santa Coloma d'Andorra kyrka. 1-euromynten har Andorras parlamentsbyggnad Casa de la Vall och 2-euromynten Andorras statsvapen. 10, 20 och 50-centsmynten hade vid en provprägling motiv av Jesus Kristus, men de fick modifieras eftersom en regel förbjuder religiösa symboler på euromynten, vilket orsakade fördröjning.